# Ngày Độc lập Hoa Kỳ

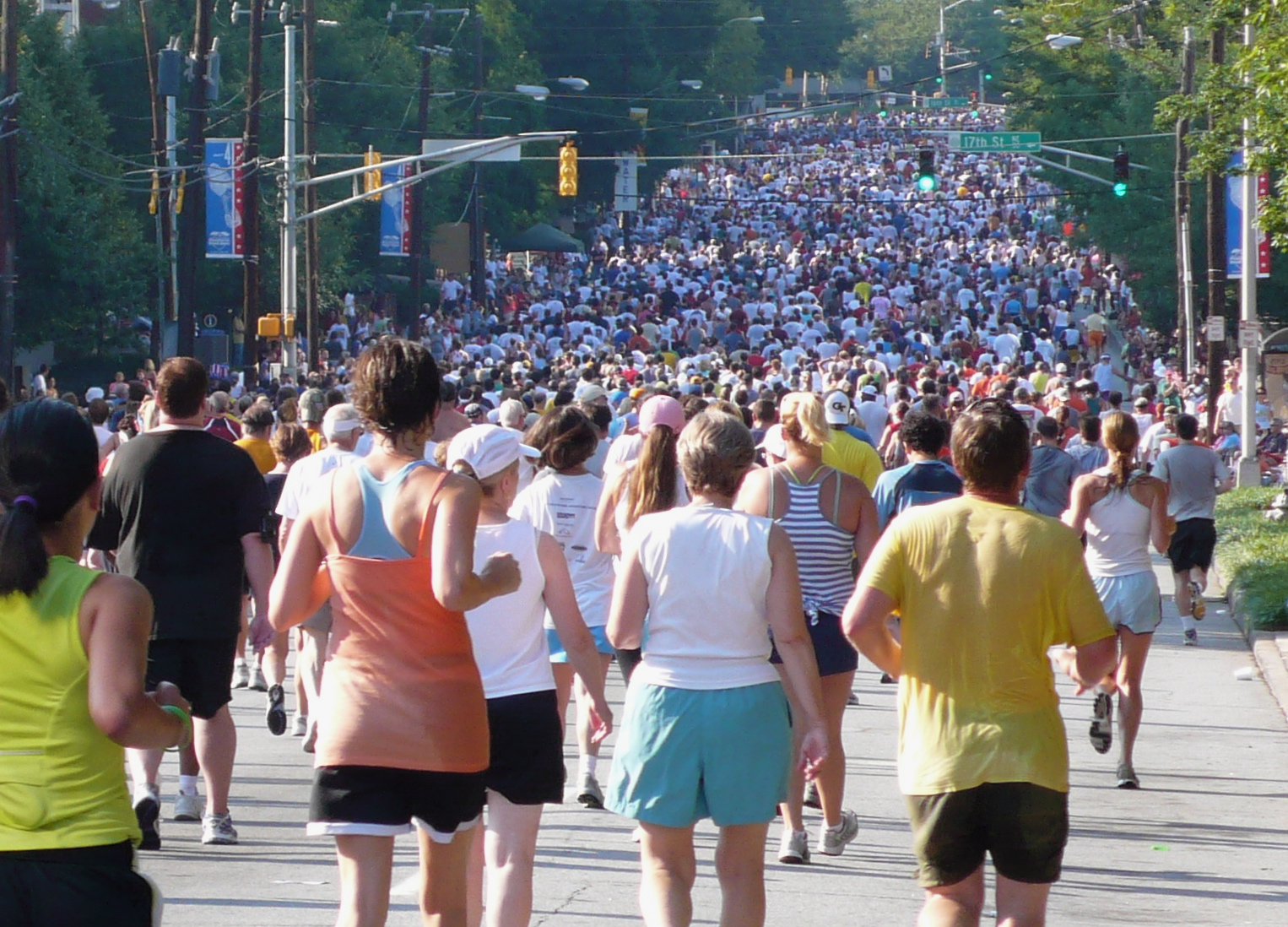
Cuộc chạy bộ Peachtree Road Race được tổ chức tại Atlanta từ năm 1970, hàng năm vào dịp 4 tháng 7

Tại Hoa Kỳ, Ngày Độc Lập, còn gọi là 4 tháng 7 (the 4th of July), là một ngày lễ liên bang để kỷ niệm Tuyên ngôn Độc lập được ký năm 1776.
Ngày lễ này thường được đi kèm với những cuộc diễu hành, liên hoan ngoài trời, và nhiều buổi lễ công cộng. Từ năm 1777, pháo hoa đã được đốt để đón mừng ngày lễ.

## Lịch sử
Tuy ngày 4 tháng 7 đã được kỷ niệm từ lâu, nhiều người cho rằng ngày này không chính xác. Trong cuộc  Cách mạng, những người thuộc địa ở vùng Tân Anh (New England) đã chiến đấu với quân Anh từ tháng 4 năm 1775. Kiến nghị đầu tiên trong Quốc hội để giành độc lập được đưa ra trong ngày 8 tháng 6. Sau khi có nhiều bàn cãi, Hội nghị đã bí mật đồng thuận bầu (13-0) đòi độc lập từ Đế quốc Anh trong ngày 2 tháng 7. Hội nghị sau đó sửa đổi văn bản tuyên ngôn cho đến sau 11 giờ ngày 4 tháng 7, khi 13 thuộc địa bầu chấp nhận và đưa ra một phiên bản chưa ký cho các nhà in. (New York không bầu trong cả hai cuộc). Philadelphia đón mừng Tuyên ngôn bằng cách đọc nó với công chúng và đốt lửa mừng trong ngày 8 tháng 7. Mãi đến ngày 2 tháng 8 thì một phiên bản chính thức mới được các thành viên trong hội nghị ký, nhưng vẫn giữ bí mật để khỏi bị quân Anh trả đũa.
John Adams, viết thư cho vợ Abigail trong ngày 3 tháng 7 rằng ông tin rằng ngày 2 tháng 7 sẽ được kỷ niệm làm ngày độc lập trong các thế hệ tới. Ông đã sai hai ngày. Tuy biểu quyết trong ngày 2 tháng 7 là việc quyết định, ngày 4 tháng 7 là ngày được viết trong bản tuyên ngôn. Văn bản của Jefferson, sau khi được Hội nghị hiệu đính, được chấp nhận trong ngày 4. Đó cũng là ngày đầu tiên dân chúng Philadelphia nghe được tin về việc đòi độc lập chính thức này.
Các nhà sử học từ lâu đã tranh cãi về việc liệu các thành viên của Quốc hội có ký Tuyên ngôn Độc lập vào ngày 4 tháng 7 hay không, mặc dù Thomas Jefferson, John Adams và Benjamin Franklin sau đó đều viết rằng họ đã ký vào ngày đó. Hầu hết các nhà sử học đã kết luận rằng Tuyên ngôn đã được ký gần một tháng sau khi được thông qua, vào ngày 2 tháng 8 năm 1776, chứ không phải vào ngày 4 tháng 7 như người ta vẫn thường tin.

## Phong tục
Ngày Độc lập được chào đón với những biểu hiện yêu nước. Nhiều nhà chính trị thường đọc diễn văn ca ngợi các di sản và người dân của Hoa Kỳ. Các gia đình thường làm cuộc liên hoan ngoài trời, thường tụ họp với những người bà con ở xa, vì được nghỉ nhiều ngày cuối tuần hơn. Các cuộc diễu hành được diễn ra sáng ngày 4, vào buổi tối thường có pháo hoa ngoạn mục. Trong dịp lễ thì nhiều gia đình treo cờ Hoa Kỳ ở trước nhà để mừng.
Trong một số tiểu bang, dân thường được phép mua pháo hoa nhỏ hơn để đốt. Vì lý do an toàn, một số tiểu bang cấm điều này hay hạn chế cỡ của pháo hoa, nhưng có nhiều người đem pháo hoa lậu từ những tiểu bang ít hạn chế hơn.